# CSR/Nanok
CSR/Nanok er en dansk rugbyklub, der er sammenlagt af Christianshavns Skoles Rugbyklub og Rugbyklubben Nanok. Klubben er hjemmehørende på Christianshavn
| Rugby | Spire Denne artikel om rugby er en spire som bør udbygges. Du er velkommen til at hjælpe Wikipedia ved at udvide den. |